# Rhyacia junonia
Rhyacia junonia är en fjärilsart som beskrevs av Otto Staudinger 1881. Rhyacia junonia ingår i släktet Rhyacia och familjen nattflyn. Inga underarter finns listade.